# Xha

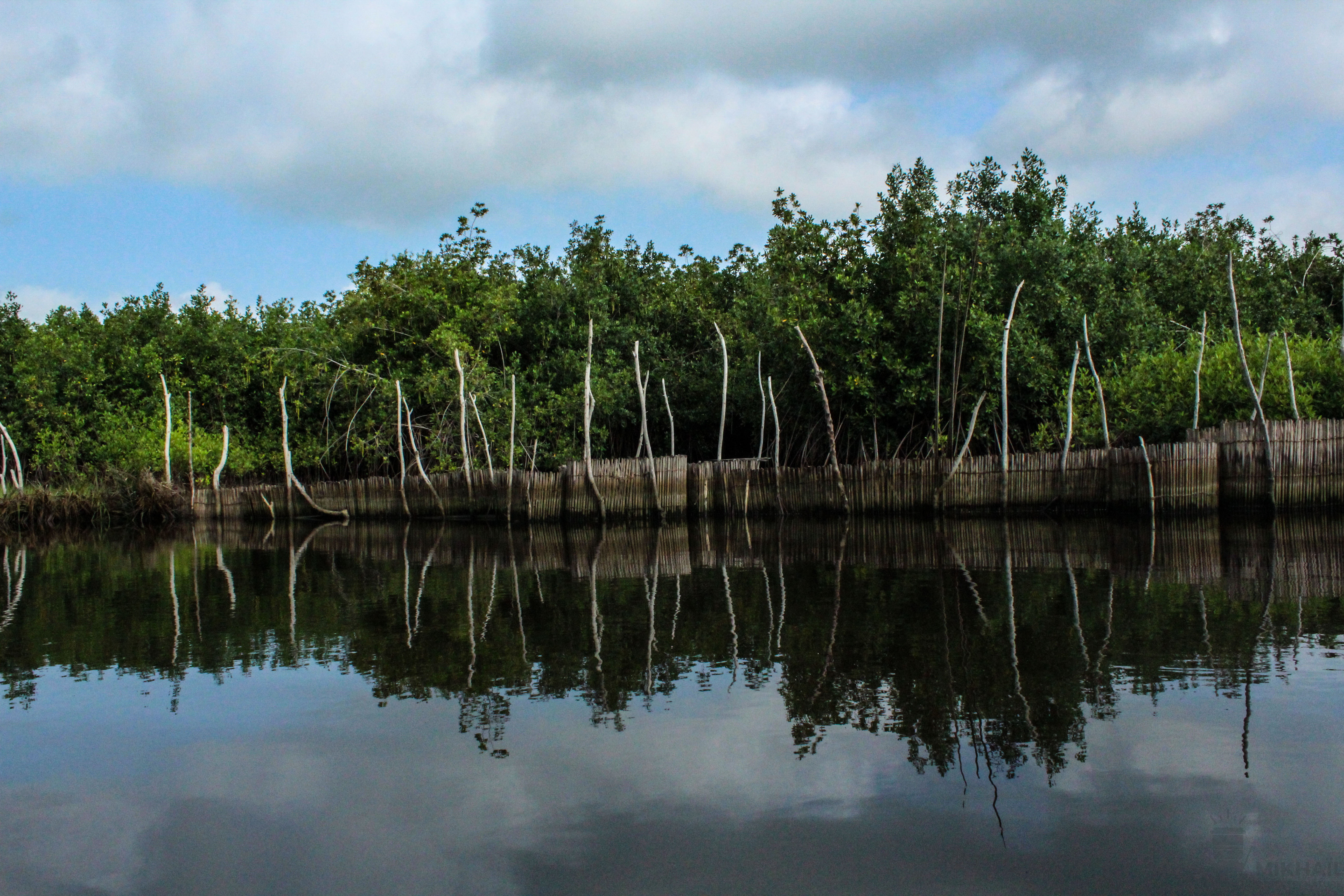
Xha : barrage pour piéger les poissons, à proximité de Kpèco dans la Bouche du Roy.

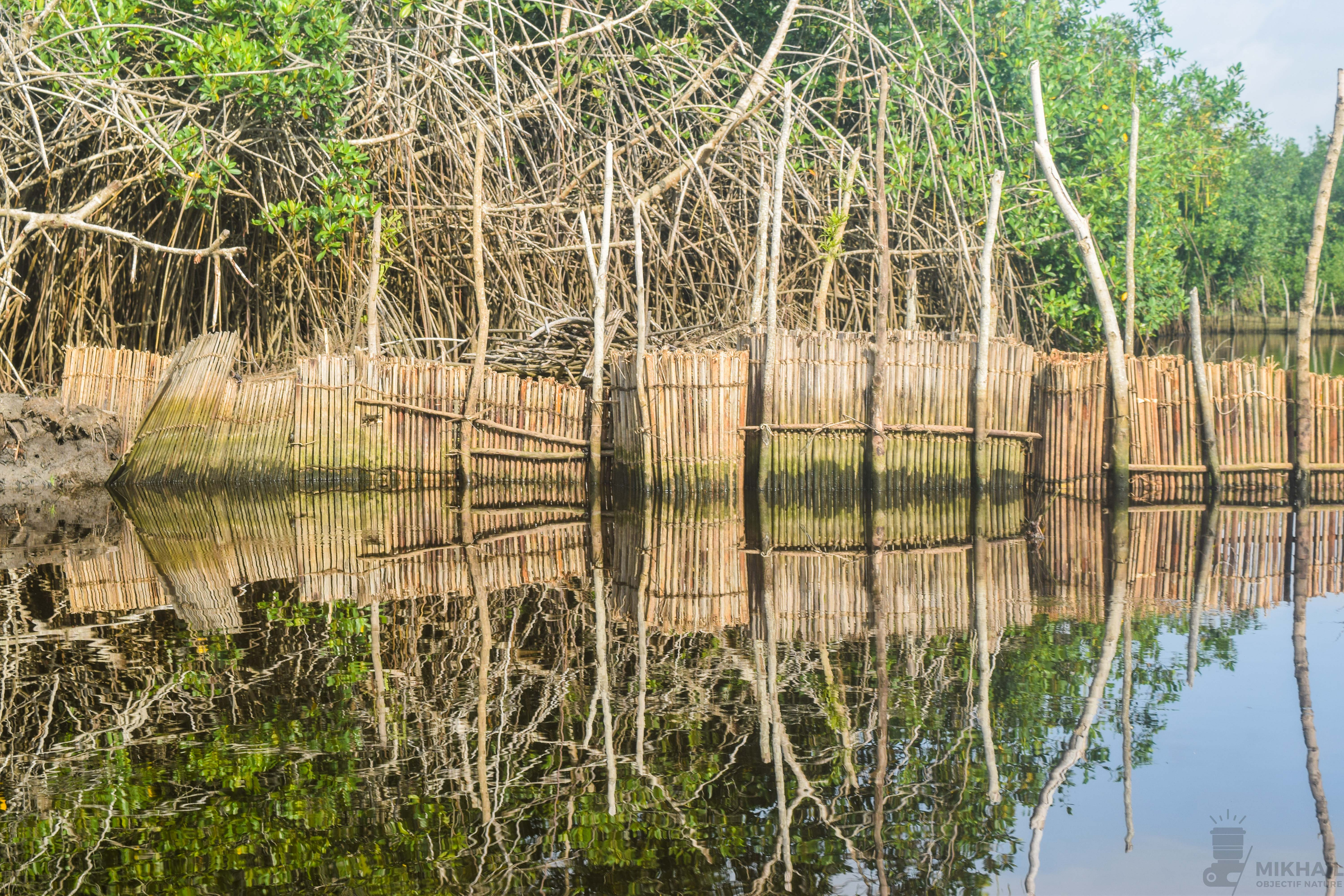
Effets destructeurs du xha sur la mangrove dans la Bouche du Roy.

Le xha est une technique de pêche traditionnelle pratiquée au Bénin, notamment sur la rive sud du lac Ahémé, le lac Nokoué et la lagune de Porto-Novo. Elle est officiellement interdite depuis 2014 en raison de ses impacts négatifs sur les ressources halieutiques et l’écosystème aquatique
Il s’agit d’un barrage à nasses construit à partir de branches de palmier (Elaeis guineensis) placé dans l’eau pour piéger les poissons. Cette méthode aurait été inventée par le roi de Guézin, également appelé Deh Zounon dans la langue pedah, et fut largement utilisée par le peuple Pedah pour améliorer leurs captures. 
Cependant, vers 1957-1958, une nouvelle méthode de pêche, l’acadja, fait son apparition sur le lac Ahémé. Jugée plus productive, elle concurrence directement le xha. Cette situation entraîne des tensions entre les pêcheurs favorables à l’une ou l’autre des techniques. Pour mettre fin aux affrontements et protéger l’écosystème du lac, les autorités décident en 1992 de faire retirer aussi bien les xhas que les acadjas. 
En 2014, une loi-cadre définit les conditions de la pêche et de l'aquaculture en République du Bénin. Elle « détermine le régime de protection, de gestion, d'utilisation et de mise en valeur des ressources halieutiques dans les eaux sous juridiction béninoise et ce, conformément aux conditions d'une gestion intégrée des ressources en eau ». Son article 73 interdit notamment « tout barrage à nasses construit à l'aide de branchages, de bois, de perches, de bambous et/ou autres matériaux végétaux placé à travers le passage des faunes aquatiques, constituant ainsi un piège droit aux poissons et crustacés (wan ou xha ou adjakpa , etc). »

### Note
- (fr) Cet article est partiellement ou en totalité issu de l’article de Wikipédia en français intitulé « Xha » (voir la liste des auteurs).